# دختر کشیش
دختر کشیش (به انگلیسی: A Clergyman's Daughter) کتابی نوشته جورج اورول، نویسنده انگلیسی است که اولین بار در سال ۱۹۳۵ در شهر لندن توسط Victor Gollancz منتشر شد. این داستان همچون نوشته‌های دیگر جورج اورول یک داستان انتقادی است. دورتی شخصیت داستان است و البته که همخوان با قرن حاضر.

## خلاصه داستان
دختر کشیش کتابی است با دنیایی متفاوت و نگارشی ساده‌تر از هر چیز که اورول تاکنون نوشته است. شخصیت اصلی داستان، دختر کشیش (دوروتی) است که در محیطی خشک، یعنی خانهٔ پدرش (کشیش) زندگی می‌کند. دوروتی دختری است که از کودکی تحت تعلیمات خشک و تحجر گرایانهٔ پدرش بزرگ شده‌است. هر چند دوروتی تا حدودی روحیهٔ منحصر به فردی دارد.
دختر کشیش نمایندهٔ مسیحیتی پیش پا افتاده و خشک مقدس است. وضعیتی که کشیش برای دخترش ایجاد کرده‌است و مشکلاتی که دوروتی با آن‌ها دست و پنجه نرم می‌کند (مانند بدهی‌ها و فقر) ذهنیت اصلی داستان است و دوروتی تا قبل از فراموشی و زندگی عادیش تنها به همین مسائل فکر می‌کند. در بخشی از کتاب دوروتی فراموشی می‌گیرد. و به دنیایی جدید پای می‌گذارد. دنیایی که کاملاً متفاوت از دنیای گذشته‌است. و دوروتی تنها و درمانده از پس آن بر می‌آید. زمانی است که او حتی به دعا و نیایش نیز فکر نمی‌کند. و کلیسا در برابرش تقریباً هاله‌ای غبار آلود در ذهن درمانده اش است. کلیسایی که از کودکی برای آن فعالیت کرده‌است. دوروتی در داستان دچار کشمکش‌های ذهنیتی در ارتباط با مذهب، فقر، پدرش، کلیسا و ... می‌شود که در دورهٔ فراموشیش به آن‌ها فکر کرده‌است.
در فصلی از کتاب، شاهد گفتگوهای نیم خطی و کوتاهی از شخصیت‌های بی خانمان داستان هستیم که دوروتی نیز جزو آن‌هاست. جایی که سرمای خیابان‌هایش تا مغز استخوان به من هم نفوذ کرد.
دیدگاهی که دوروتی نسبت به کلیسا و مسائل دیگر پیدا می‌کند کاملاً طبیعی است. تجربهٔ دوروتی از زندگی و کار کردن با کارگران فصلی لندن و خوشه چینی، آس و پاسی او و دوستان نیمه راهش و شعرهای تلخی که خوشه چینان در هنگام کار می‌خواندند، ایمان دوروتی را نسبت به عقاید مذهبی پدرش سست کرد و او خود دریافت که دیگر ایمانی مانند گذشته ندارد.
دوروتی در بخشی از داستان اشاره می‌کند، به دلیل اینکه شاهد عشق‌بازی پدر و مادرش بوده‌است. از این کار متنفر است و هرگز نمی‌تواند تحمل کند مردی او را در آغوش گیرد. او پدرش را به موجود عظیم و دیو صفتی تشبیه می‌کند که مادرش (آن پری کوچک زیبا رو) را تصاحب می‌کند. این تنفر او منجر به گریز از هم بستری با مردها می‌شود و هرگز ازدواج نمی‌کند. علت همان تماشای پدر و مادرش است. که اشاره‌ای کوچک به نظریات روانشناسانهٔ فروید دارد.